# Jack Sharp
Jack Sharp, né le 15 février 1878 à Hereford (Angleterre), mort le 28 janvier 1938 à Liverpool (Angleterre), est un footballeur anglais, qui évolue au poste d'ailier droit à Everton et en équipe d'Angleterre.
Sharp a marqué un but lors de ses deux sélections avec l'équipe d'Angleterre entre 1903 et 1905. 
Sharp est également un joueur de cricket, il joue pour l'équipe d'Angleterre.

## Carrière
- 1897-1899 : Aston Villa
- 1899-1909 : Everton

## Palmarès

### En équipe nationale
- 2 sélections et 1 but avec l'équipe d'Angleterre entre 1903 et 1905.

### Avec Everton
- Vainqueur de la Coupe d'Angleterre de football en 1906.